# Happy Feet (Pinguin)
Happy Feet (englisch [ˈhæpi fi:t] für Glückliche Füße) wurde ein einzelner Kaiserpinguin genannt, der 2011 in Neuseeland strandete und weltweite Aufmerksamkeit fand. Das Tier wurde nach dem gleichnamigen Animationsfilm benannt. Nach einer aufwändigen Rettungsaktion wurde das Tier im offenen Meer ausgesetzt. Es gilt seit dem 9. September 2011 als verschollen.

## Geschichte
Eine Spaziergängerin entdeckte den Kaiserpinguin am 18. Juni 2011 an einem Strand an der Nordinsel von Neuseeland, 3000 Kilometer nördlich seines angestammten Lebensraums.  Der Pinguin fraß größere Mengen von Sand. Nach zwei Operationen und einem mehrwöchigen Aufenthalt im Zoo von Wellington konnte der Kaiserpinguin wieder stabilisiert werden. Mit einem Forschungsschiff und unter Begleitung eines Teams von Tierärzten wurde der Pinguin auf das offene Meer, mehrere hundert Kilometer südlich von Neuseeland gebracht und dort am 4. September 2011 ausgesetzt.
Von diesem Zeitpunkt an konnten Forscher und Öffentlichkeit über das Internet den Weg des mit einem Peilsender ausgestatteten Tieres verfolgen. Der Pinguin bewegte sich zunächst in südöstlicher Richtung. Vom 9. September 2011 an konnten vom Peilsender keine Signale mehr empfangen werden. Als mögliche Ursachen wurden sowohl ein technischer Defekt ins Spiel gebracht als auch die Möglichkeit, dass der Pinguin von einem Wal oder einem anderen Meerestier gefressen worden sein könnte.